# Liste der Baudenkmale in Eimen
In der Liste der Baudenkmale in Eimen sind die Baudenkmale der niedersächsischen Gemeinde Eimen und ihrer Ortsteile im Landkreis Holzminden aufgelistet.

## Allgemein
In den Spalten befinden sich folgende Informationen:
- Lage: die Adresse des Baudenkmales und die geographischen Koordinaten. Kartenansicht, um Koordinaten zu setzen. In der Kartenansicht sind Baudenkmale ohne Koordinaten mit einem roten Marker dargestellt und können in der Karte gesetzt werden. Baudenkmale ohne Bild sind mit einem blauen Marker gekennzeichnet, Baudenkmale mit Bild mit einem grünen Marker.
- Bezeichnung: Bezeichnung des Baudenkmales
- Beschreibung: die Beschreibung des Baudenkmales. Unter § 3 Abs. 2 NDSchG werden Einzeldenkmale und unter § 3 Abs. 3 NDSchG Gruppen baulicher Anlagen und deren Bestandteile ausgewiesen.
- ID: die Objekt-ID des Baudenkmales
- Bild: ein Bild des Baudenkmales, ggf. zusätzlich mit einem Link zu weiteren Fotos des Baudenkmals im Medienarchiv Wikimedia Commons. Wenn man auf das Kamerasymbol klickt, können Fotos zu Baudenkmalen aus dieser Liste hochgeladen werden:

## Eimen
Baudenkmale im Ortsteil Eimen.
| Lage                                          | Bezeichnung              | Beschreibung        | ID       | Bild |
| --------------------------------------------- | ------------------------ | ------------------- | -------- | ---- |
| Feldtorstraße 18 51° 52′ 31″ N, 9° 47′ 2″ O   | Kreuzstein               |                     | 26793736 |      |
| Hillebachstraße 4 51° 52′ 44″ N, 9° 46′ 43″ O | Wohn-/Wirtschaftsgebäude |                     | 26793752 |      |
| Hillebachstraße 9 51° 52′ 37″ N, 9° 46′ 52″ O | Wohn-/Wirtschaftsgebäude |                     | 26793769 |      |
| Lange Gasse 2 51° 52′ 34″ N, 9° 46′ 42″ O     | Wohn-/Wirtschaftsgebäude |                     | 26793803 |      |
| Schulstraße 51° 52′ 35″ N, 9° 46′ 47″ O       | Kapelle (Bauwerk)        | Georgskapelle Eimen | 26793820 |      |
| Schulstraße 3 51° 52′ 34″ N, 9° 46′ 46″ O     | Wohn-/Wirtschaftsgebäude |                     | 26793837 |      |

## Mainzholzen
Baudenkmale im Ortsteil Mainzholzen.
| Lage                                       | Bezeichnung | Beschreibung | ID       | Bild |
| ------------------------------------------ | ----------- | ------------ | -------- | ---- |
| Eichenstraße 1 51° 53′ 14″ N, 9° 44′ 53″ O | Schule      |              | 26793854 |      |

## Vorwohle
Baudenkmale im Ortsteil Vorwohle.
| Lage                                       | Bezeichnung      | Beschreibung    | ID       | Bild           |
| ------------------------------------------ | ---------------- | --------------- | -------- | -------------- |
| Elfaßtalstraße 51° 53′ 10″ N, 9° 43′ 44″ O | Kirche (Bauwerk) | St. Nicolai     | 26793871 | Weitere Bilder |
| Koljeweg 2 51° 53′ 8″ N, 9° 43′ 51″ O      | Schule           |                 | 26793888 |                |
| Zum Bahnhof 1 51° 53′ 51″ N, 9° 42′ 18″ O  | Bahnhof Vorwohle | Empfangsgebäude | 26793720 |                |